# Keisuke Iwashita
Keisuke Iwashita (født 24. september 1986) er en japansk fodboldspiller, som spiller for den japanske fodboldklub Avispa Fukuoka.